# Laemophloeus hilleri
Laemophloeus hilleri là một loài bọ cánh cứng trong họ Laemophloeidae. Loài này được Reitter miêu tả khoa học năm 1877.